# Crwn Thy Frnicatr
Crwn Thy Frnicatr è il terzo album in studio del gruppo musicale statunitense Psyclon Nine, pubblicato nel 2006.

## Tracce
1. Bellum in Abyssus – 1:26
2. Parasitic – 4:53
3. Better Than Suicide – 5:10
4. Anaesthetic (For the Pathetic) – 4:02
5. The Room – 1:23
6. Flesh Harvest – 4:21
7. Scar of the Deceiver – 4:03
8. Crwn Thy Frnicatr – 4:33
9. Visceral Holocaust – 5:11
10. Proficiscor of Terminus Vicis – 4:01
11. The Purging (A Revelation of Pain) – 18:30
12. Evangelium Di Silenti (Track 0) – 4:45

## Formazione
- Nero Bellum - voce, chitarra
- Josef Heresy - sintetizzatore, chitarra
- Rotny Ford - chitarra, sintetizzatore
- Filip Abbey - batteria